# Soda Stereo
Soda Stereo war eine argentinische Rockband, die 1982 in Buenos Aires gegründet wurde. Sie setzte sich aus dem Gitarristen und Sänger Gustavo Cerati, dem Bassisten Zeta Bosio und dem Schlagzeuger Charly Alberti zusammen. Die Band hat in ihrer Geschichte zahlreiche Preise gewonnen und gilt als eine der einflussreichsten und bedeutendsten Rockbands Argentiniens.

## Hintergrund
Die Musik Soda Stereos ist geprägt von der Stimme Gustavo Ceratis, sphärischen Gitarrenklängen, eingängigen Melodien und poetischen Texten. Stilistisch ist Soda Stereo im Bereich New Wave und Alternative Rock einzuordnen. Bis heute ist die Band in Lateinamerika eine der populärsten und auch von Kritikern gelobte Rockgruppe. Neben zahlreichen Studioalben und Singles wurden vier Livealben (unter anderem MTV Unplugged) veröffentlicht.
Im Jahr 1997 trennten sich Soda Stereo aufgrund unterschiedlicher künstlerischer Auffassungen. Im Juni 2007 wurde bekanntgegeben, dass sie ab Oktober desselben Jahres – zehn Jahre nach ihrem letzten Liveauftritt – wiedervereint einige Konzerte geben würden.

## Diskografie

### Studioalben
- 1984: Soda Stereo
- 1985: Nada Personal
- 1986: Signos
- 1988: Doble Vida
- 1990: Cancion Animal
- 1992: Dynamo
- 1995: Sueño Stereo (AR: ×2Doppelplatin , US: Gold (Latin))

### EPs und Remixalben
- 1989: Languis
- 1991: Rex Mix
- 1993: Zona de Promesas (AR: Gold)

### Livealben
- 1987: Ruido Blanco
- 1996: Comfort y Música para Volar (MTV Unplugged) (AR: Platin, US: Platin (Latin))
- 1997: El Último Concierto A (AR: ×4Vierfachplatin , US: Gold (Latin))
- 1997: El Último Concierto B (AR: ×4Vierfachplatin , US: Gold (Latin))
- 2007: Me Veras Volver 1 + 2 (AR: Platin)

### Kompilationen
- 1994: 20 grandes éxitos (AR: Platin)
- 1997: Chau Soda (AR: Platin, US: Gold (Latin))
- 2001: Obras Cumbres (AR: Platin)

### Singles
- 1986: Persiana Americana
- 1988: En la Ciudad de la Furia
- 1990: De música ligera
- 1995: Ella Usó Mi Cabeza Como un Revólver

### Videoalben
- 2004: Una Parte De La Euforia (AR: Platin)
- 2005: El Último Concierto (AR: Platin)
- 2007: Comfort y Música para Volar (MTV Unplugged) (AR: Platin)
- 2008: Me Veras Volver (AR: Platin)

## Auszeichnungen für Musikverkäufe
| Goldene Schallplatte - Mexiko - 2005: für das Album El Último Concierto A - 2007: für das Album Me Veras Volver 1 + 2 - 2013: für die Single De música ligera - 2014: für die Single Persiana Americana - 2015: für die Single En la Ciudad de la Furia - Spanien - 2024: für die Single De música ligera | 3× Goldene Schallplatte - Mexiko - 2025: für die Single Ella Usó Mi Cabeza Como un Revólver |

| Land/RegionAuszeichnungen für Musikverkäufe (Land/Region, Auszeichnungen, Verkäufe, Quellen) | Gold       | Platin       | Verkäufe | Quellen             |
| -------------------------------------------------------------------------------------------- | ---------- | ------------ | -------- | ------------------- |
| Argentinien (CAPIF)                                                                          | Gold1      | 19× Platin19 | 922.000  | capif.org.ar AR2    |
| Mexiko (AMPROFON)                                                                            | 6× Gold6   | Platin1      | 330.000  | amprofon.com.mx     |
| Spanien (Promusicae)                                                                         | Gold1      | —            | 30.000   | elportaldemusica.es |
| Vereinigte Staaten (RIAA)                                                                    | 4× Gold4   | Platin1      | 180.000  | riaa.com            |
| Insgesamt                                                                                    | 12× Gold12 | 21× Platin21 |          |                     |